# ميخائيل أنتيبوف
ميخائيل أنتيبوف (بالروسية: Михаил Александрович Антипов)‏ Mikhail Antipov (ولد في 10 يونيو 1997) لاعب شطرنج روسي يحمل لقب أستاذ كبير.

## ألقاب
- نال لقب أستاذ كبير في أكتوبر 2003.

## إنجازات
- فاز ببطولة العالم للشطرنج للشباب تحت 20 سنة عام 2015 في خانتي مانسييسك.
- تأهل لكأس العالم للشطرنج عام 2017، حيث خرج من الجولة الأولى بعدما هزمه إيفجيني توماشيفسكي.

## روابط خارجية
- ميخائيل أنتيبوف على موقع الاتحاد الدولي للشطرنج (الإنجليزية)
- ميخائيل أنتيبوف على موقع مباريات الشطرنج (الإنجليزية)
- ميخائيل أنتيبوف على موقع 365Chess.com (الإنجليزية)
- ميخائيل أنتيبوف على موقع Chesstempo.com (الإنجليزية)